# Ani-Kuri 15
Ani-Kuri 15 (japonés アニ＊クリ15), també conegut amb el nom d'Ani*Kuri 15, és un projecte que reuneix quinze micro-animacions realitzades per diveros artistes de la indústria d'animació japonesa. El seu nom prové de l'abreviació de les paraules "anime" i "creator" (en japonés kurieta クリエーター). La duració de cada curtmetratge és d'un minut o inferior. Aquesta decisió va ser presa, ja que els episodis foren pensats per ser retrasmesos durant els talls publicitaris de la cadena de televisió japonesa NHK, per la qual cosa tampoc tenien un horari fixe de retransmissió. La sèrie va ser emesa del 7 de juny del 2007 fins al 27 de juny d'aquell mateix any, va ser divida en tres temporades que consten de cinc episodis cadascuna. Cada micro-animació va ser creada per un animador diferent, comptant amb la col·laboració de figures tant importants com Nakazawa Kazuto i d'altres il·lustradors recient iniciats o amb menys fama. Els episodis van ser recollits i penjats al lloc web oficial d'Ani-Kuri 15 el 2008.

## Episodis

### Primera Temporada
- "Atac a l'Àrea Azuma #2" (Attack of Higashimachi Ni Chome) (Shinji Kimura: Studio 4 °C): Conta la història d'una frustrada invasió alienígena a la Terra.
- "Des de l'altra banda de les llàgrimes" (Namida no Mukou) (Akemi Hayashi: Gainax): Superació d'una ruptura per part d'una noia.
- "El Té Blues Aromàtic" (Sancha Blues) (Osamu Kobayashi: Madhouse): Mostra la visió avariciosa del propietari d'una botiga de CD's.
- "L'Home de Foc" (Hyotoko) (Yasufumi Soejima: Gonzo): Un grup de guerrers natius ataquen un kami gegant en forma d'os.
- "Invasió des de l'espai - El cas de Hiroshi" (Uchujin Raikou Hiroshi no Baai) (Shōjirō Nishimi: Studio 4 °C): Un noi veu interrompuda constantment la lectura del seu manga per culpa d'un robot que el molesta.

### Segona Temporada
- "Projecte Sirena" (Project Mermaid) (Mamoru Oshii: Production I.G): Un peix es converteix en una sirena que s'endinsa en una ciutat post-apocalíptica.
- "Yurururu ~Nichijou Hen~" (Kazuto Nakazawa: Studio 4 °C): Escenes quotidianes en el dia a dia de la vida d'un dibuixant.
- "Gyrospter" (Ranji Murata i Tatsuya Yabuta: Gonzo): Un jove pilot de giroscopi visita un llac i recorda una batalla de giroscopis i la mort d'un amic.
- "El Petó dé Wandaba" (Wandaba Kiss) (Atsushi Takeuchi: Production I.G): Un noi i el seu gos inicien una complicada màquina de Rube Goldberg per aconseguir el petó d'una noia.
- "Esports del Coronel" ("刺客來搜山了" Colonel Sports) (Tobira Oda i Yasuyuki Shimizu: Studio 4 °C): Un personatge de còmic del manga de Tobira Oda, Danchi Tomoo, és perseguit pel seu enemic Paul i decideix fugir de la muntanya per salvar els animals.

### Tercera Temporada
- "Una recol·lecció de gats" (Neko no Shuukai) (Makoto Shinkai: CoMix Wave Films): Un gat (Chobi) fa un pla de venjança a la seva família perquè no paren de trepitjar-li la cua.
- "La princesa amagada" (Onmitsu Hime) (Mahiro Maeda: Gonzo): Una noia màgica i el seu robot lluiten contra una banda de pirates que ataquen el seu país.
- "Saltiró" (Okkakekko) (Michael Arias: Studio 4 °C): Un grup de nens juguen per l'herba mentre els persegueix un robot gegant.
- "Projecte Omega" (Project Omega) (Shōji Kawamori: Satelight): La cadena de televisió NHK informa de l'imminent impacte d'un ovni sobre la seva seu amb la qual cosa decideixen activar el Projecte Omega, transformar l'edifici en un robot gegant capaç d'aturar l'ovni,
- "Bon dia" (Ohayo) (Satoshi Kon: Madhouse): Ens narra el despertar d'una noia.